# Себелан
Себела́н (Кухе-Себелан, Савала́н,Савалон ; перс. سبلان‎, произносится: Сабалан) — потухший стратовулкан на востоке Армянского нагорья, на северо-западе Исламской Республики Иран, в остане Ардебиль. Высота 4811 или 4821 м.
Возвышенность Себелан связана на западе с цепями Карадага и через них с горами Армении и Закавказья.
Себелан на юге отделяется долиной реки Аджичай от западного отрога Талышских гор, на востоке долиной реки Карасу от главной цепи Талыша. На вулканическое происхождение Себелана указывает и состав слагающих его пород, и форма вершины (усечённый конус, отчасти провалившийся), и присутствие горячих серных источников на его склонах. Вершина Себелана почти всегда покрыта снегом.
По сообщениям Казвини, на этой горе пророк Заратуштра разговаривал с Ахура Мазда.

## География
Главный пик Себелана имеет высоту 4811 м и зовется «Сольтанэ-Савалан» (Султан Савалана). Существует еще два менее высоких пика: Кясрэ-Дах и Харам-Дах (высотою 4400 м). Себелан расположен в географическом треугольнике между тремя крупными городами: Ардебиль на востоке, Мешгиншехр на северо-западе и Сераб на юго-западе.
В армянских источниках упоминается также в форме Sahvarzan.

## Гидрография
Из-за своей весьма большой высоты и подверженности воздействую влажного воздуха с Каспийского моря на востоке, Себелан имеет важную особенность — для него характерна постоянная высокая степень влажности, а также постоянное наличие на нём снежной шапки, из-за чего в кратере иногда набирается огромное количество воды, в результате чего образуется единственное кратерное озеро в Иране размером 145×80 м и глубиною в 40 м. Это озеро уникально с точки зрения лимнологии. Оно располагается на 25 м ниже пика вулкана. Из-за весьма низких температур вода в озере — замерзшая (за исключением летних месяцев). Воды озера — сульфатные с точки зрения химии, и весьма богаты кремнием. Помимо Себеланского озера, другие горные озера на более низкой высоте над уровнем моря — это Атголи, ардабильский Кара-Голь, сарапский Кара-Голь, Кызыл-Баре-Голь, Кури-Гол и Сары-Голь. Непосредственно около вершины находятся и семь небольших ледников. Долгосрочное присутствие снега и относительно высокое среднегодовое количество осадков (более 500 мм) приводят к тому, что в данном стратовулкане образуются многочисленные ручьи и небольшие реки, которые можно разделить на два закрытых водосборных бассейна: урмийский и каспийский. Каспийский бассейн охватывает все юго-восточные водные объекты, которые стекают в реку Болаг-Чай, а также — северо-западные (Ахар-Чай) и восточные, а также северо-восточные, которые вместе с указанными выше вступают в контакт с рекой Карасу, потом — с Араксом и в конце концов с Курой. Урмийский бассейн ограничивается водными объектами юго-западных склонов, которые стекают в Тальх-е Руду.

## Геология
Вместе с Сехендом и Араратом в соседней Турции Себелан представляет собою тектонически активный вулканический регион, в которым достаточно часты сильные землетрясения. Но, впрочем, что касается собственно вершины, туристам и местным жителям бояться нечего: извержение вулкана Себелана не отмечается вот уже многие тысячи лет. Его внутренние активности проявляются в виде возникновения различных термальных источников, где наблюдаются в первую очередь сульфаты. Их температура составляет от 21 до 82 °C.

## Вегетация
Величина и рельеф Себелана играют важную роль в экологии и оказывают серьезное влияние на климат и вегетацию северо-западного Ирана, а именно — Ардебильского региона, а также Западного и Восточного Азербайджана. На более пологих склонах высотой до 2500 м над уровнем моря автоморфные почвы благоприятны для ведения сельского хозяйства, преобладает степной тип вегетации. Выше указанной высоты сельскохозяйственные условия весьма неблагоприятны, поэтому там не существует каких-либо постоянных поселений. Вторая зона растительного покрытия охватывает регионы до 4000 м, где преобладает альпийский тип лугов, а выше 4000 м имеются растительность отсутствует.

## Экономика
Исторически Себелан обладал большой экономической важностью в региональном и локальном смысле. В региональном плане вулкан и окружающая его местность содержит большое число минеральных и термальных источников (по-персидски: аб-э гярм, букв. «горячая вода»), которые привлекают и местное население, и туристов, поскольку серные термальные источники обладают большой силой в лечении кожных болезней. Иранист Г. Швейцер указывает, что в этих источниках в 1960-х гг. лечили не только людей, но и животных местных крестьян. На южных склонах Себелана построены термальные курорты с современными медицинскими центрами, которые регулярно посещают туристы из Тебриза и Тегерана. С локальной точки зрения, Себелан из-за благоприятных климатических условий представляет собой регион, весьма подходящий для ведения сельского хозяйства, особенно на пологих южных склонах. Между Себеланом и Сехендом исторически существовал большой контраст в образе жизни — в горах Себелана господствовал кочевой образ жизни, а в Саханде — постоянные сельскохозяйственные поселения. Кочевниками в основном были курды, которые проживали к северу от Сабалана вплоть до моганских степей и реки Аракс, а шесть их главных племен — были Чалабияну, Мухаммед-Ханлу, Хусейнаклу, Хаджи-Алилу, Хасан-Беглу и Карачолу. Верхняя летняя граница пастбищ была 3800 м, а свои палатки курды-кочевники ставили вплоть до 3500 м. Эти отуреченные шиитские группы перешли на оседлый образ жизни в течение XX века. Полное преображение окрестностей произошло в результате строительства плотины и других ирригационных систем, благодаря чему пастбища были превращены в плодородные сельскохозяйственные территории. Помимо оздоровительного туризма, в Себелане также развит спортивный и экологический туризм. Туристов привлекает очень красивая летняя природа вулкана и окрестностей. Популярные виды спорта включают в себя альпинизм и катание на лыжах — в Себелане построен современный лыжный центр «Альварс».